# Trofeo Laigueglia 1988
Il Trofeo Laigueglia 1988, venticinquesima edizione della corsa, si svolse il 26 marzo 1988, su un percorso di 192 km. La vittoria fu appannaggio dell'italiano Paolo Cimini, che completò il percorso in 4h36'00", precedendo i connazionali Stefano Allocchio e Alessio Di Basco.

## Ordine d'arrivo (Top 10)
| Pos. | Corridore           | Squadra               | Tempo    |
| ---- | ------------------- | --------------------- | -------- |
| 1    | Paolo Cimini        | Fanini-Seven Up       | 4h36'00" |
| 2    | Stefano Allocchio   | Château d'Ax          | s.t.     |
| 3    | Alessio Di Basco    | Fanini-Seven Up       | s.t.     |
| 4    | Giovanni Mantovani  | Atala-Ofmega          | s.t.     |
| 5    | Stefan Joho         | Ariostea-Gres         | s.t.     |
| 6    | Giuseppe Calcaterra | Atala-Ofmega          | s.t.     |
| 7    | Rodolfo Massi       | Alba Cucine-Benotto   | s.t.     |
| 8    | Roberto Gaggioli    | Pepsi Cola-FNT-Fanini | s.t.     |
| 9    | Cesare Cipollini    | Gis Gelati            | s.t.     |
| 10   | Luigi Furlan        | Gewiss-Bianchi        | s.t.     |